# 용이중학교
용이중학교(龍耳中學校)는 대한민국 경기도 평택시 용이동에 있는 공립 중학교이다.

## 학교 연혁
- 2019년 3월 1일 : 초대 양영모 교장 취임
- 2019년 3월 4일 : 제1회 입학식(9학급 288명)
- 2022년 1월 7일 : 제1회 졸업식(9학급 291명)
- 2023년 3월 2일 : 제4회 입학식(9학급 281명)

## 참고 자료
- 용이중학교 - 한국교육학술정보원 학교알리미